# Liliana Sikorska
Liliana Sikorska (ur. 30 czerwca 1966 w Inowrocławiu) – polska literaturoznawczyni, dr hab. nauk humanistycznych, profesor i kierownik Zakładu Literatury Angielskiej i Lingwistyki Literackiej Wydziału Anglistyki Uniwersytetu im. Adama Mickiewicza w Poznaniu.

## Życiorys
17 marca 1994 obroniła pracę doktorską The Figures in Samuel Beckett's Plays as Multidimensional Semiotic Signs: An Attempt at Intertextual Interpretation, 24 marca 1997 habilitowała się na podstawie pracy zatytułowanej Voice Against Silence:Julian of Norwich nad Margery Kempe A Feminist Approach to Language. 12 czerwca 2002 nadano jej tytuł profesora w zakresie nauk humanistycznych. Objęła funkcję profesora zwyczajnego w Wyższej Szkole Języków Obcych w Szczecinie, w Instytucie Filologii Angielskiej na Wydziale Neofilologii Uniwersytetu im. Adama Mickiewicza w Poznaniu, Wyższej Szkole Języków Obcych im. Samuela Bogumiła Lindego w Poznaniu i w Instytucie Anglistyki Społecznej Akademii Nauk oraz profesora wizytującego w Wszechnicy Polskiej - Szkole Wyższej Towarzystwa Wiedzy Powszechnej.
Piastuje stanowisko profesora i kierownika Zakładu Literatury Angielskiej i Lingwistyki Literackiej Wydziału Anglistyki Uniwersytetu im. Adama Mickiewicza w Poznaniu. W l. 2010-2011 stypendystka Programu Fulbrighta na Cornell University (USA).
Była rektorem w Wyższej Szkole Języków Obcych w Szczecinie. W 2016 została wybrana prezesem Międzynarodowego Stowarzyszenia Profesorów Anglistyki (IAUPE).